# Розвадовский, Тадеуш
Тадеуш Самуэль Шимон Йордан Розвадовский (пол. Tadeusz Samuel Szymon Jordan Rozwadowski; 19 мая 1866 — 18 октября 1928) — польский военачальник, генерал брони Войска Польского; политик, дипломат.

## Биография
Тадеуш родился в 1866 году и провёл раннее детство в усадьбе в Бабине и Гонятыне в Галиции, входившей в состав Австро-Венгрии (ныне — Ивано-Франковская область). Происходил из семьи с длительной военной традицией. Семья получила графский титул в 1783 году от императора Священной Римской империи Иосифа II. Служил в австро-венгерской армии, где дорос до звания фельдмаршал-лейтенанта. По окончании I мировой войны и распада Австро-Венгрии перешёл на службу в польскую армию, в 1919—1920 возглавлял польскую военную миссию в Париже во время Версальской мирной конференции.
Избирался в Галицкий Сейм и парламент Вены.

## На помощь Варшаве
Розвадовский вернулся в Польшу в июле 1920 в самый трудный момент Советско-польской войны. Поляки беспорядочно отступали, в командовании распространялись пораженческие настроения. Доверить Розвадовскому должность Начальника Генерального Штаба 22 июля 1920 года, было одним из переломных моментов в войне против большевиков. На это указывает хорошо организованная генералом перегруппировка польской армии, находящейся в беспорядочном отступлении. Эти манёвры позволили перейти в контрнаступление. Подробности этой операции регулировали приказы с 7 августа 1920 года, подписанные генералом Розвадовским. После принятия на себя роли начальника Штаба, генерал сразу приступил к работе. С самого начала он также был очень лоялен к Верховному Главнокомандующему маршалу Пилсудскому. Защищал его от критики в его адрес, исходившей со всех сторон. Новый начальник Генерального Штаба способствовал кадровым изменениям. Командующим Северным Фронтом был назначен генерал Юзеф Халлер, а Министром военных дел — генерал Казимеж Соснковский, доверенное лицо Пилсудского, имевший репутацию хорошего организатора. Розвадовский приступил к реорганизации штаба и внедрил свою концепцию ведения войны, выработанную им во время I Мировой войны. Отказался от принципа сражений сплошным фронтом и сделал ставку на военные манёвры с поддержанием экономии сил, характерезующая высокой подвижностью войск. Другую позицию занял, присланный в Польшу 25 июля, генерал Максим Вейган. Он был сторонником позиционной войны. Несмотря на первоначальную напряженность, их сотрудничество было успешным, хотя, обвинения во взаимной неприязни двух генералов, выдвинутые Пилсудским, были хорошо задокументированы материалами из первоисточников. Розвадовский по примеру Вейгана и французского штаба, все мысли передовал в письменном виде.
Розвадовский внес невероятный оптимизм и веру в победу, которые сумел внушить и другим командирам. Первой целью, к которой приступил генерал, было привести в порядок войска и контратаковать. План совпадал с предыдущими предположениями Пилсудского и Халлера: контратака на предполье Буга и Нарвы, предварительно ослабив Конную армию Буденного в окрестностях города Броды, использовав резервы (стянутые с юга), собранные в Бресте на крыле и в тылу советской армии. За ходом битвы внимательно следил вблизи Верховный Главнокомандующий. Началась она благоприятно для поляков, однако, после падения Бреста, Пилсудский прервал сражение и вернулся в Варшаву, в одиночестве подготавливая концепцию агрессивного возвращения, которое повернуло бы вспять ход войны.
В это же время, генерал Розвадовский подготавливал план спасения частей от неприятеля и перегруппировку их на линии реки Висла, одновременно выделив резервы, необходимые для контратаки. Ночью, с 5 на 6 августа, Розвадовский представил Верховному Главнокомандующему два варианта мест концентрации сил, откуда должна была произойти контратака. Первый план был более осторожным — его поддержал генерал Вейган: ударить с местности города Карчев в направлении Минск-Мазовецки. Другой план, поддерживаемый начальником Штаба, предусматривал ограниченную маневренность войск, выходящих из окрестностей города Гарволина, с одновременным ударом войск, укрепленного Северного Фронта. Пилсудский принял второй план, меняя дислокацию войск Демблин — Любартув в районе нижнего и верхнего течения реки Вепш, и отказавшись с наступления на севере, укрепил войска ударной силой, выведенной с южного фронта.
Принятые решения нашли своё подтверждение в подписанном Розвадовским приказе № 8358/III. Перегруппировка войск, входящих в состав 3 Армии перед варшавской битвой было заданием очень трудным. Пилсудский даже сказал: «операция выше человеческих сил»; была исполнена превосходно, что не должно удивлять, так как эти задания легли на плечи элитным войскам (1 и 3 Дивизии Пехоты Легионов).

## Специальный приказ № 10 000
Генерал Розвадовский был обеспокоен ситуацией на севере. По его мнению, 5 Армия Сикорского была очень слаба. Также он опасался, что польские планы оказались известны большевикам. В этой ситуации, Розвадовский, поддерживаемый офицерами «французской военной миссии» (Вейган, Анри), в ночь с 8 на 9 августа, отдал оперативный специальный приказ, обозначенный вымышленным числом 10 000. Генерал предполагал укрепление Армии Сикорского, для которой после этапа обороны было задано наступление. Приказ был возвратом к изначальной концепции Розвадовского. 5 Армия, после выполнения оборонительных заданий, должна была ударить с северного фланга, частично обойти его с севера и оттеснить на юг. План предполагал двойной удар по большевикам с севера (с реки Вкра) и с юга (с реки Вепш). Это должен был быть классический маневр взятия противника вклещи. И хотя, не все задуманное удалось реализовать (задания для 5 Армии в периоде 6—14 августа менялись 7 раз), но идея укрепления 5 Армии и двойного удара по флангам противника имело колоссальное значение (как позитивное так и негативное) для сражения. Оперативный приказ № 10 000 не был повторением приказа 8358/III. Был его модификацией, зависимый от поведения противника.
10 августа, Маршал Польши (Пилсудский) под нажимом западных лидеров, заседавших на конференции в Хите (Кент; Англия) предложил Вейгану должность Начальника Генерального Штаба (на место Розвадовского). Французский генерал отметил, что планы готовы и нельзя менять Начальника Штаба накануне битвы. Причиной отказа было также опасение, что в случае поражения, поляки могут возложить вину на Францию. 12 августа, Розвадовский провёл совещание с Пилсудским и Вейганом. Верховный Главнокомандующий решил отправиться в Пулавы, чтобы принять командование над ударной группировкой. Также резко критиковал Розвадовского за разделение войск и укрепление армии Сикорского, ценой 4 Армии, сгруппированной над Вепшом. Замечания Пилсудского, как показала история, были необоснованны и только подтверждали тезис, что Пилсудский не был автором планов.
Перед отъездом из Варшавы, Пилсудский встретился с премьер-министром Польши Винсентом Витосом и вручил ему прошение об отставке с должности Главы Государства и Главнокомандующего. Премьер-министр, опасаясь упадка морального духа войск, не решился объявить об отставке публично, а во время следующей встречи, вернул прошение Пилсудскому. Координатором всех действий с польской стороны остался Розвадовский. Более того, как Начальник Генерального Штаба, после отставки Маршала, автоматически становился Верховным Главнокомандующим, вероятно, даже не зная этого. Это не отвергает версию того, что в случае поражения, вся ответственность зрения могла лечь на Розвадовского, а не Пилсудского.
Битва началась 13 августа. Главный удар Красной армии пришёлся на Северный Фронт. Михаил Тухачевский пробовал повторить маневр фельдмаршала Ивана Паскевича и обойти поляков с левого фланга. В труднейшей ситуации оказалась 5 Армия Сикорского, атакованная 3 Армией неприятеля. На протяжении всего отсутствия Пилсудского в Варшаве, Розвадовский согласовывал с ним все шаги. Это подтверждает предположение, что Витос не проинформировал генерала об отставки Маршала. Корреспонденция между Маршалом и генералом приводится историками как доказательство, что Розвадовский выполнял план Пилсудского. Однако очевидно, что это было следствием субординации, которой придерживался Розвадовский.
15 августа, польские войска под Варшавой и рекой Вкра разбили три из четырёх армий врага. Решающую роль сыграла 5 Армия Сикорского, которая не только выдержала напор 3 Армии большевиков, но и сумела перейти к плановой контратаке. Красная армия начала отступление. Розвадовский, поддерживаемый Вейганом, добивался ускорения наступление с реки Вепш, боясь, что Советам удастся отойти. Пилсудский поддался напору и сменил дату наступления с 17 на 16 августа. Первоначальный удар 4 Армии был напрасным. Только 17 августа, что подтверждается в написанной Пилсудским книге «Год 1920», догнали отступающие советские войска. Началась битва вдогонку.
Варшавская операция стала большим военным успехом. Сразу после окончания битвы разгорелись споры об авторстве. «Народные демократы» подчеркивали заслуги генерала Вейгана и генерала Халлера. Сторонники Маршала утверждали, что вся слава принадлежит только и исключительно Пилсудскому. Розвадовский не вступал в полемику. Как он сам потом сказал, «на благо Польши, на благо отношениям с Францией, для поддержания престижа маршала Пилсудского как главы государства, когда тот принял частично незаслуженные лавры».
Пилсудский после завершения битвы почувствовал зависть к начальнику штаба, свидетеля его депрессий и духовного упадка. 18 августа, после получения от Витоса отставки, снова становится в роли Верховного Главы, принимая полностью командование армией, сражающейся на севере. Розвадовский в это время возглавил южный фронт. Добиваясь молниеносных побед, быстро двигался на восток. В преддверии битвы на Немане, южная армия ушла далеко вперед фронта. Розвадовский в своем новом плане хотел применить свою армию для атаки крыла большевиков, сгруппированным над Неманом. Пилсудский отклонил эту идею и разыграл битву по своему плану. Битва закончилась победой, но поляки понесли тяжелые потери. Пилсудский ошибочно принял пассивность большевиков. В решающий момент битвы, появилась возможность взаимодействия советской 4 армии, действовавшей на Полесье, с армиями, сражающимися над Неманом. Это могло закончиться контрнаступлением, что перечеркнуло бы результаты победы под Варшавой. Тогда, в тяжелую минуту, Розвадовский кинул на правое крыло советской 4 Армии группу генерала Францишка Крайовского, который, после перехода через полесские болота, вынудил большевиков к отступлению.
Война 1920 года закончилось победой поляков. Радость с победы Розвадовскому испортила новость о смерти отца, к которому был очень привязан.
Во время военного переворота Пилсудского 12—14 мая 1926 года был военным губернатором Варшавы и после переворота на протяжении года находился в заключении. Умер через год после освобождения. Ходили слухи, что он был отравлен. В Польше во время последовавшего режима «Санации» и последующего коммунистического правления имя Розвадовского старательно вычёркивалось из официальной истории.
Был похоронен на кладбище Львовских орлят.